# Samdong (métro de Séoul)
Samdong (hangeul : 삼동 ; hanja : 三洞) est la station terminus sud de la ligne Gyeonggang du métro de Séoul. Elle est située au 451 Sunam-ro, quartier Jungdae-dong de la ville Gwangju-si, sur le territoire de la province Gyeonggi-do, au sud-est de Séoul, en Corée du Sud.
Ouverte en 2016, la station est desservie par les rames omnibus qui circulent sur la ligne Gyeonggang.

## Situation sur le réseau

Plan du réseau (2023)

La station, établie en aérien, Samdong  est une station de passage de la ligne Gyeonggang du métro de Séoul : elle est située entre la station Imae, en direction du terminus nord Pangyo, et la station Gyeonggi Gwangju en direction du terminus sud-est Yeoju.

## Histoire
La station Samdong est mise en service le 24 septembre 2016, lors de l'ouverture à l'exploitation de la ligne Gyeonggang,,.

## Services aux voyageurs

### Accès et accueil
Accessible au 451 Sunam-ro, quartier Jungdae-dong, la station de métro établie en aérien dispose de deux accès numérotés 1 et 2. Elle dispose de deux quais latéraux encadrant les deux voies de la ligne. Comme les autres stations elle est équipée d'une billetterie par automates pour les titres de transports.

### Desserte
Samdong est desservie par les rames omnibus qui circulent sur la ligne. Les quais sont équipés de portes palières.

Installations
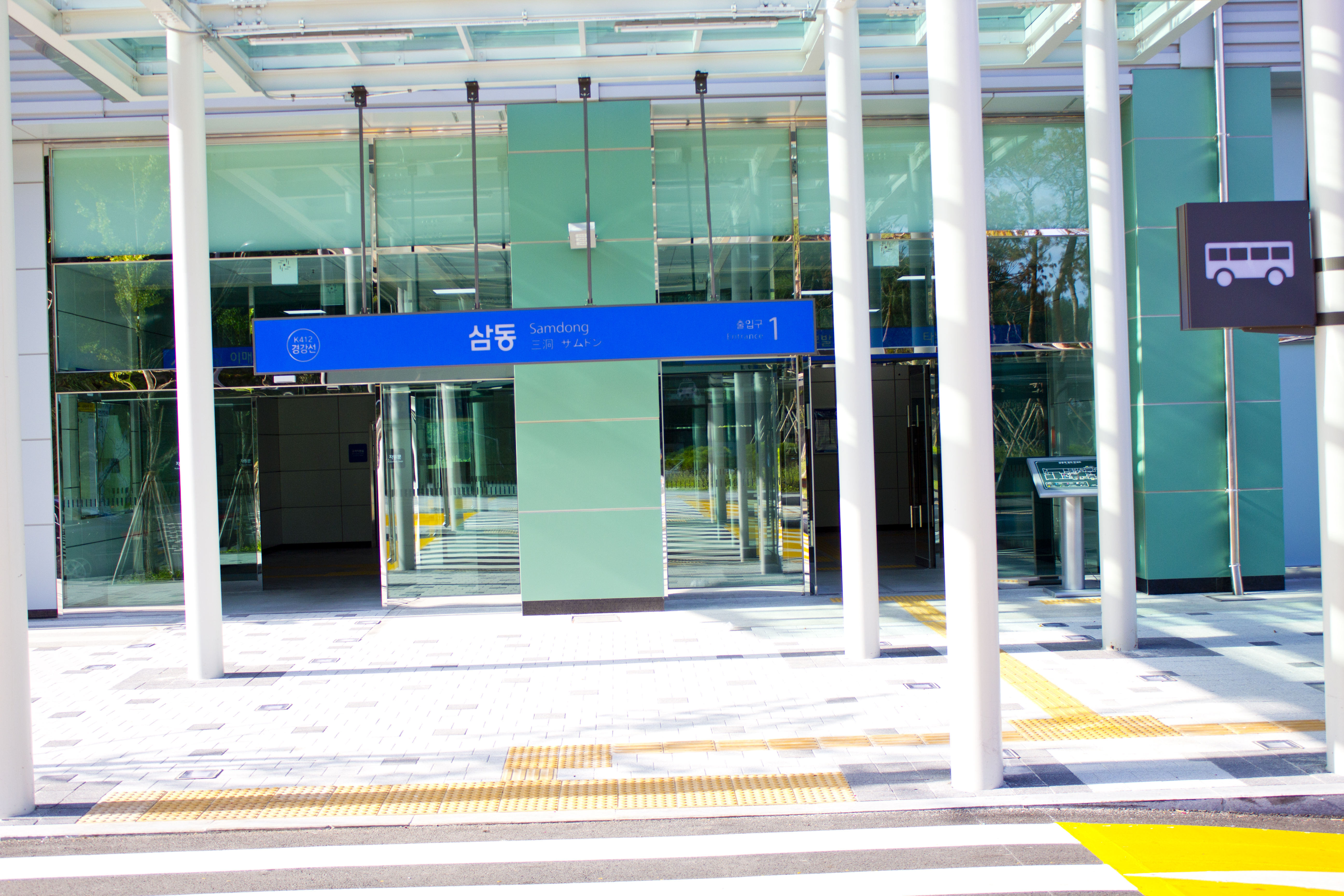
En 2016.
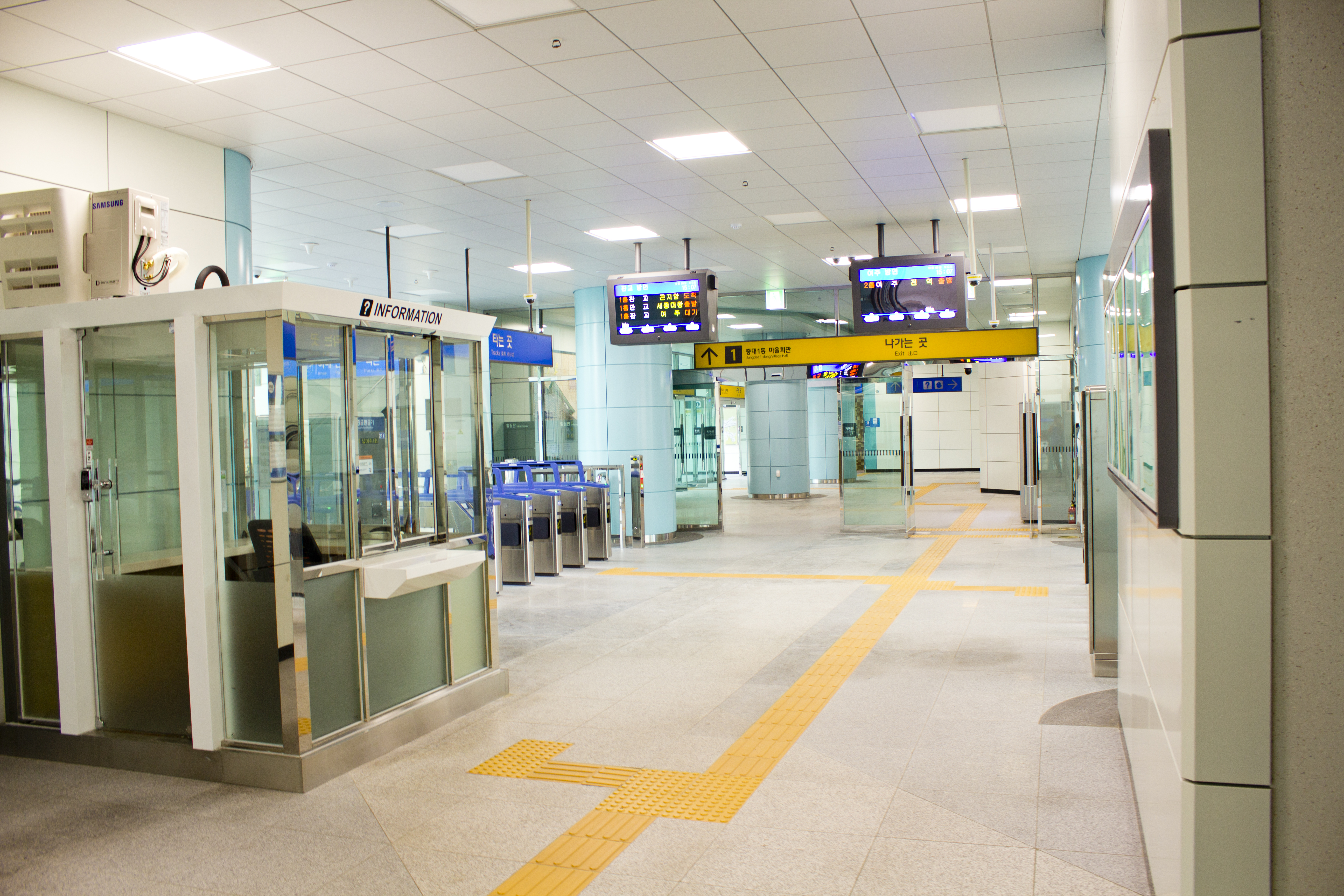
En 2016.
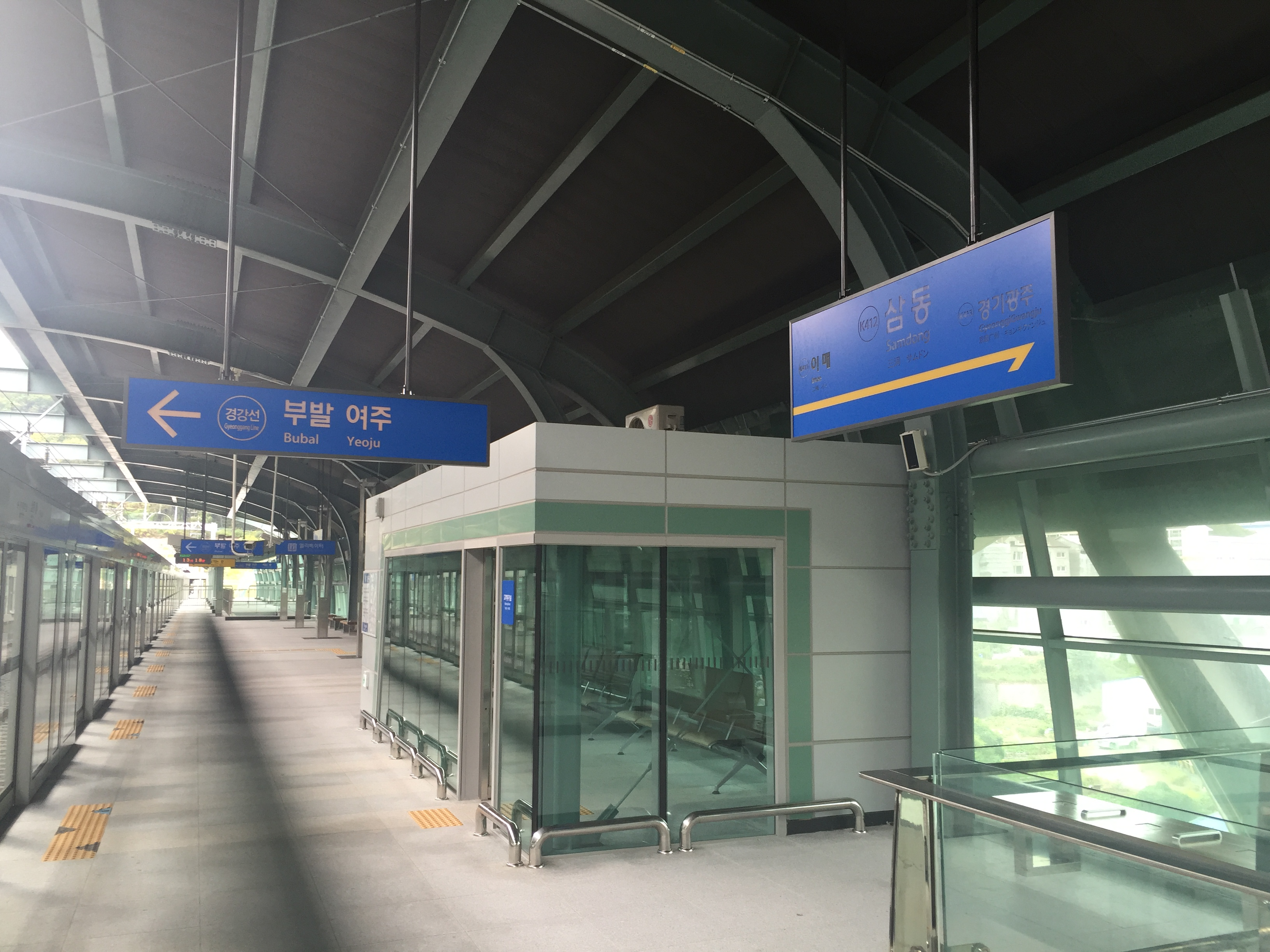
En 2016.

### Intermodalité
Des arrêts de bus sont situés à proximité.